# Sphenomorphus jobiensis
Sphenomorphus jobiensis este o specie de șopârle din genul Sphenomorphus, familia Scincidae, descrisă de Meyer 1874. Conform Catalogue of Life specia Sphenomorphus jobiensis nu are subspecii cunoscute.